# Xavier Theros
Xavier Theros (Barcelona, 1963), es un escritor, dramaturgo, poeta y actor español, artista multifacético.

## Biografía
Es autor y actor del monólogo ¡Qué bello es vivir... Bien!, representado por toda Cataluña y otros diversos lugares de España, como La Casa Encendida de Madrid o el museo Verbum de Vigo. Como poeta ha participado en festivales y encuentros de poesía de España e Italia, como el Slam Poetry de Bolzano o las lecturas con Jesús Lizano y Josep Palau i Fabre en la Fundación La Caixa (2000 y 2001). También es autor del espectáculo de poesía a cuatro voces La poesía con sangre entra, con la colaboración de los rapsodas Joan Crek, Steven Forster y Eduard Alonso.
Es autor de varios libros humorísticos, así como del ensayo histórico Burla, escarnio y otras diversiones (Ed. La Tempestad, 2004), sobre el humor en la Edad Media, trabajo que ha sido incluido como bibliografía en asignaturas de historia medieval de varias universidades. Es cofundador y miembro, junto con Rafael Metlikovez, del dúo Accidents Polipoètics, formación con la que ha estrenado cuatro espectáculos de teatro y dos espectáculos de polipoesía, realizando giras por toda España, Portugal, Francia, Alemania, Italia, Colombia o México. También han publicado los títulos Más triste es robar y Todos tenemos la razón, o el CD Polipoesía Urbana de Pueblo. Ganadores de un «Aplaudiment» en el premio Sebastián Guasch (1997), fueron seleccionados para participar en dos ediciones del festival de poesía Poliphonix, que tuvieron lugar en el Centro de Cultura Contemporánea de Barcelona en 1997 y el Centro Georges Pompidou de París en 2001.
Theros ha participado como locutor en varias emisoras de radio, como Ona Catalana o Radio Pica. En el desaparecido rotativo Diario de Barcelona, en El Periódico de Cataluña o en el diario vasco Deia. Tiene una sección fija en la crónica de la edición catalana de El País. Ha traducido al castellano la novela Pandora al Congo (Suma Editores) de Albert Sánchez Piñol. Con la traductora Núria Pujol, ha realizado la traducción del catalán al castellano del ensayo Tor, trece casas y tres muertos (Anagrama Ed.) de Carles Porta y Trece tristes trances (Ed. Alfaguara) de Sánchez Piñol, así como la traducción del castellano al catalán de Set cases a França (Ed. Alfaguara) de Bernardo Atxaga.
Ha participado igualmente en el proyecto de memoria histórica La ruta de l'Anarquisme, que estuvo activo durante varios años en Barcelona (entre 2004 y 2010). Con el libro La Sisena Flota a Barcelona ganó el premio de periodismo Josep Maria Huertas Clavería de 2010. En 2017 ganó el Premio Josep Pla de narrativa con la novela La fada negra.

## Obras publicadas
- Más triste es robar amb Rafael Metlikovez (Ed. Del Khan, Barcelona 1997)
- Todos tenemos la razón amb Rafael Metlikovez (Ed. La Tempestad, Barcelona 2003)
- Diccionario Inconveniente (Ed. La Tempestad, Barcelona 2003)
- Guía turística de Las Batidos (Ed. La Olla Expres, Barcelona 2003)
- Burla, escarnio y otras diversiones (Ed. La Tempestad, Barcelona 2004)
- Viaje al archipiélago de Las Batidos (Ed. La Olla Expres, Barcelona 2007)
- European Slam Poetry (Antología europea de poesía) (Ed. Sparajiurij, Torí, 2007)
- Aforismos, gargarismos y otros ismos amb Rafael Metlikovez (Ed. Arrebato, Madrid 2010)
- La Sisena Flota a Barcelona (Ed. La Campana, Barcelona 2010) - Premi Huertas Claveria-2010)
- Van a por nosotros, amb Rafael Metlikovez (Ed. Arrebato, Madrid 2012)
- Barcelona a cau d'orella (Ed. Comanegra, Barcelona 2013)
- Tots els meus carrers (Ed. Comanegra, Barcelona 2014)
- Baby Bum, amb Rafael Metlikovez (Ed. Arrebato, Madrid 2014)
- Barcelona: secretos a la vista (Ed. Comanegra, Barcelona 2015)
- La fada negra (Ed. Destino, Barcelona 2017) - Premi Josep Pla-2017.
- Diumenges a Barcelona (Ed. Comanegra, Barcelona 2018)
- La fada negra (Ed. Labutxaca, Barcelona 2018)
- Muñoz Ramonet: Retrat d'un home sense imatge, amb José Martí Gómez, Montserrat Llonch, José Ángel Montañés, Esther Alsina i Joan Miquel Gual (Ed. Comanegra, Barcelona 2019)
- Vida i miracles de la plaça Reial (Ed. Albertí, Barcelona 2019)
- Tothom ha de morir (Ed. La Campana, Barcelona 2023)
- Aquí no dorm ningú (Ed. La Campana, Barcelona 2024)